# Lare Farnèse
Pour les articles homonymes, voir Farnese.
Le Lare Farnèse, également connu comme Genius populi romani, est une sculpture en marbre d'époque romaine datée du IIe siècle apr. J.-C. et conservée au musée archéologique national de Naples.

## Histoire et description
Sculpture originale en marbre de l'époque d'Hadrien, elle montre un jeune homme vêtu d'une toge de type trabea, et de sandales à représentations d'empereurs en tenue militaire. Un bouclier est posé à ses pieds. Cela nous permet de l'identifier comme un Genius, ou un esprit de protection et vital pour le peuple romain, qui a exercé son influence bénéfique sur tous les aspects de la société romaine.
Compte tenu de la taille exceptionnelle de la statue, de près de 4 mètres de hauteur, on pense qu'elle provient d'un important bâtiment public. Les fleurs dans la main gauche, par contre, sont le résultat d'une plus récente restauration de Carlo Albacini.
Initialement, on pensait que la sculpture avait été trouvée dans les thermes de Caracalla à Rome. Mais la représentation du Lare Farnèse sur un dessin réalisé par l'artiste néerlandais Maarten van Heemskerck, à une date antérieure à la fouille des thermes romains, invalide une telle hypothèse. Plus probablement, l'œuvre aurait sans doute été trouvée à la villa Madama.